# عملگرهای خلق و فنا
عملگرهای خلق و فنا، عملگرهای ریاضی هستند که کاربردهای گسترده‌ای در مکانیک کوانتومی، بخصوص در مطالعه نوسانگرهای هارمونیک و سیستم‌های چند ذره‌ای دارند. یک عملگر فنا تعداد ذرات یک حالت مشخص را کاهش می‌دهد. یک عملگر خلق تعداد ذرات یک حالت مشخص را افزایش می‌دهد، و به عملگر فنا متصل است. در بسیاری از زیر مجموعه‌های رشته فیزیک و شیمی از این عملگرها به جای تابع‌های موج استفاده می‌شود که به کوانتش ثانویه معروف است.
عملگرهای خلق و فنا می‌توانند روی حالتهای انواع مختلف ذرات تأثیر بگذارند. برای مثال در تئوری شیمی کوانتومی، بر حالتهای الکترون تأثیر می‌گذارد. همچنین واکنش ویژه‌ای در مقابل عملگرهای پله‌ای برای نوسانگرهای هارمونیک کوانتومی دارند. در مرحله بعدی عملگرهای افزاینده به عنوان عملگرهای خلق در نظر گرفته می‌شود؛ که یک کوانتوم انرژی را به سیستم نوسانگر اضافه می‌کند، (به همین شکل برای عملگر کاهنده). آن‌ها می‌توانند برای نشان دادن فوتون‌ها به کار روند.
ریاضیات مربوط به عملگرهای خلق و فنا برای بوزون‌ها با عملگرهای نوسانگر هارمونیک کوانتوم یکسان است. برای مثال جابجایی عملگرهای خلق و فنا که مربوط به حالت یکسان بوزونها هستند، برابر یک است. در حالی که سایر جابجایی‌ها صفر است. با این وجود برای فرمیون‌ها معادله‌های ریاضی متفاوت است و جابجایی‌ها معکوس است.

## استنتاج فرمولهای نوسانگر هارمونیک کوانتومی
در زمینه نوسانگر هارمونیک کوانتوم، ما بار دیگر عملگرهای پله‌ای را به عنوان عملگرهای خلق و فنا در نظر می‌گیریم که کوانتوم ثابت انرژی را به سیستم نوسانگر اضافه یا کم می‌کنند. عملگرهای خلق و فنا برای بوزون‌ها (اسپین صحیح) و فرمیون‌ها (اسپین نیمه صحیح) متفاوت است. زیرا تابع موج آن‌ها دارای خواص هندسی متفاوتی هستند.
نخست مورد ساده‌تر بوزونی نوسانگر هارمونیک کوانتومی را در نظر بگیرید.
{\displaystyle \left(-{\frac {\hbar ^{2}}{2m}}{\frac {d^{2}}{dx^{2}}}+{\frac {1}{2}}m\omega ^{2}x^{2}\right)\psi (x)=E\psi (x)}
کار را با معادله شرودینگر برای زمان یک بعدی مستقل نوسانگر کوانتومی هارمونیک، شروع کنید:
{\displaystyle x\ =\ {\sqrt {\frac {\hbar }{m\omega }}}q}
و معادله شرودینگر برای نوسانگر می‌شود:
{\displaystyle {\frac {\hbar \omega }{2}}\left(-{\frac {d^{2}}{dq^{2}}}+q^{2}\right)\psi (q)=E\psi (q)}
توجه کنید که مقدار   {\displaystyle \hbar \omega =h\nu }  همان انرژی بدست آمده برای کوانتوم نوری است و پرانتزها در هامیلتونی را می‌توان بدین شکل نوشت:
{\displaystyle -{\frac {d^{2}}{dq^{2}}}+q^{2}=\left(-{\frac {d}{dq}}+q\right)\left({\frac {d}{dq}}+q\right)+{\frac {d}{dq}}q-q{\frac {d}{dq}}}
دو عبارت را می‌توان با در نظر گرفتن تأثیر آن‌ها بر تابع قراردادی (f(q ساده کرد:
{\displaystyle \left({\frac {d}{dq}}q-q{\frac {d}{dq}}\right)f(q)={\frac {d}{dq}}(qf(q))-q{\frac {df(q)}{dq}}=f(q)}
که بیان می‌کند:
{\displaystyle {\frac {d}{dq}}q-q{\frac {d}{dq}}=1}
بنابراین:
{\displaystyle -{\frac {d^{2}}{dq^{2}}}+q^{2}=\left(-{\frac {d}{dq}}+q\right)\left({\frac {d}{dq}}+q\right)+1}
و معادله شرودینگر برای نوسانگر با جابجایی معادله بالا و ترتیب مجدد فاکتورگیری از  {\displaystyle {\frac {1}{2}}}  بدین شکل در می‌آید:
{\displaystyle \hbar \omega \left[{\frac {1}{\sqrt {2}}}\left(-{\frac {d}{dq}}+q\right){\frac {1}{\sqrt {2}}}\left({\frac {d}{dq}}+q\right)+{\frac {1}{2}}\right]\psi (q)=E\psi (q)}
اگر ما تعریف کنیم:
{\displaystyle a^{\dagger }\ =\ {\frac {1}{\sqrt {2}}}\left(-{\frac {d}{dq}}+q\right)}
را به عنوان عملگر خلق یا افزاینده و
{\displaystyle a\ \ =\ {\frac {1}{\sqrt {2}}}\left(\ \ \ {\frac {d}{dq}}+q\right)}
را به عنوان عملگر فنا یا کاهنده،
سپس معادله شرودینگر برای نوسانگر بدین صورت در می‌آید:
{\displaystyle \hbar \omega \left(a^{\dagger }a+{\frac {1}{2}}\right)\psi (q)=E\psi (q)}
این بسیار آسان‌تر از شکل اولیه است. ساده کردن بیشتر این معادله، فرد را قادر می‌سازد تا تمام خواص فهرست بندی شده تا بحال را بدست آورد.
با فرض اینکه
{\displaystyle p=-i{\frac {d}{dq}}}
که در آن عملگر "P" همان عملگر تکانه بدون بعد است، خواهیم داشت:
{\displaystyle [q,p]=i\,}
و
{\displaystyle a={\frac {1}{\sqrt {2}}}(q+ip)={\frac {1}{\sqrt {2}}}\left(q+{\frac {d}{dq}}\right)}
{\displaystyle a^{\dagger }={\frac {1}{\sqrt {2}}}(q-ip)={\frac {1}{\sqrt {2}}}\left(q-{\frac {d}{dq}}\right)}
توجه داشته باشید که این‌ها بیان می‌کنند:
{\displaystyle [a,a^{\dagger }]={\frac {1}{2}}[q+ip,q-ip]={\frac {1}{2}}([q,-ip]+[ip,q])={\frac {-i}{2}}([q,p]+[q,p])=1}
در مقایسه با عملگرهای به اصطلاح نرمال ریاضی، که نماد مشابه‌ای دارند (e.g. {\displaystyle A=W_{1}+i\,W_{2})\,,}) با خودالحاقی {\displaystyle W_{i}\,.}. اما در مورد عملگرهای نرمال، در ارتباط با جابجایی  {\displaystyle W_{i}\,,} i.e با  {\displaystyle W_{1}W_{2}=W_{2}W_{1}\,,}  خواهد بود. با   {\displaystyle W_{1}W_{2}=W_{2}W_{1}\,,}  یک در بینهایت r.h.s معادله قبلی به جای صفر جایگزین خواهد شد؛ که در نتیجه یک مجموعه یکسان ویژه تابع یا ویژه توزیع را برای  {\displaystyle W_{1}}  و  {\displaystyle W_{2}}  خواهد داشت. در حالی که در اینجا ویژه تابع‌ها و ویژه مقدارهای عملگرهای p و q وجود ندارند.
بنابر این اگرچه در مورد حاضر وجود دارد رفتار صریح با عملگرهای غیرعادی رابطه تبدیل را می‌دهد، عملگر هامیلتونی می‌تواند بیان شود بعنوان:
{\displaystyle {\hat {H}}=\hbar \omega (a\,a^{\dagger }-{\frac {1}{2}}).}
{\displaystyle {\hat {H}}=\hbar \omega (a^{\dagger }\,a+{\frac {1}{2}}).}
{\displaystyle a} و  {\displaystyle a^{\dagger }\,,} رابطه‌های جابجایی زیر را با هامیلتونی می‌دهد.[۴]
{\displaystyle [{\hat {H}},a]=-\hbar \omega \,a.}
{\displaystyle [{\hat {H}},a^{\dagger }]=\hbar \omega \,a^{\dagger }.}
از این رابطه‌ها می‌توان برای پیدا کردن ویژه حالت نوسانگر هارمونیک کوانتومی استفاده کردو با فرض اینکه  {\displaystyle \psi _{n}} یک ویژه حالت هامیلتونی{\displaystyle {\hat {H}}\psi _{n}=E_{n}\,\psi _{n}} است. با استفاده از این رابطه‌های جابجایی می‌توان نشان داد که[۵]:
{\displaystyle {\hat {H}}\,a\psi _{n}=(E_{n}-\hbar \omega )\,a\psi _{n}.}
{\displaystyle {\hat {H}}\,a^{\dagger }\psi _{n}=(E_{n}+\hbar \omega )\,a^{\dagger }\psi _{n}.}
این مسئله نشان می‌دهد که  {\displaystyle a\psi _{n}}  و {\displaystyle a^{\dagger }\psi _{n}}  همچنین ویژه حالت هامیلتونی با ویژه مقدارهای  {\displaystyle E_{n}-\hbar \omega }  و  {\displaystyle E_{n}+\hbar \omega }  می‌باشند.
این مسئله عملگرهای {\displaystyle a}  و {\displaystyle a^{\dagger }} را به عنوان عملگرهای کاهنده و افزاینده عین ویژه حالتها مشخص می‌کند. تفاوت انرژی بین دو ویژه حالت  {\displaystyle \Delta E=\hbar \omega } است.
حالت پایه را می‌توان با این فرض بدست آورد که عملگر کاهنده آن را از بین می‌برد، {\displaystyle a\,\psi _{0}=0}. سپس از هامیلتونی برحسب عملگرهای افزاینده و کاهنده استفاده می‌کنیم
{\displaystyle a^{\dagger }a\psi _{0}=0=\left({\frac {\hat {H}}{\hbar \omega }}-{\frac {1}{2}}\right)\,\psi _{0}=\left({\frac {E_{0}}{\hbar \omega }}-{\frac {1}{2}}\right)\,\psi _{0}.}
تابع موج در طرف راست / عبارت غیر صفر است. این حالت انرژی حالت پایه را می‌دهد:  {\displaystyle E_{0}=\hbar \omega /2}. این مسئله امکان تشخیص ویژه مقدار هر ویژه حالت{\displaystyle \psi _{n}}بوجود می‌آورد. مانند[۶]
{\displaystyle E_{n}=(n+{\frac {1}{2}})\hbar \omega }
علاوه بر این می‌توان نشان داد عملگری که در اول ذکر شد یعنی عملگر عددی  {\displaystyle N=a^{\dagger }a\,,}  مهم‌ترین نقش را در کاربردها ایفا می‌کند. در حالی که دومین عملگر  {\displaystyle a\,a^{\dagger }\,,}  را می‌توان با  {\displaystyle N+1\,.}  جابجا کرد. پس فرد به سادگی چنین بدست می‌آورد:
{\displaystyle \hbar \omega \,(N+{\frac {1}{2}})\,\psi (q)=E\,\psi (q)}.

## کاربردها
حالت پایه  {\displaystyle \ \psi _{0}(q)}  نوسانگر هامونیک کوانتومی را می‌توان با ایجاد این حالت بدست آورد که:
{\displaystyle a\ \psi _{0}(q)=0}.
اگر تابع موج بشکل یک معادله دیفرانسیلی نوشته شود واجد چنین شرایطی خواهد بود:
{\displaystyle q\psi _{0}+{\frac {d\psi _{0}}{dq}}=0}
که حل آن بشکل زیر است:
{\displaystyle \psi _{0}(q)=C\exp(-{q^{2} \over 2}).}
مقدار ثابت c نرمالیزاسیون  {\displaystyle 1 \over {\sqrt[{4}]{\pi }}} را می‌توان از {\displaystyle \int _{-\infty }^{\infty }\psi _{0}^{*}\psi _{0}\,dq=1}  با استفاده از انتگرال گاوسی بدست آورد.

## نمایش ماتریسی
معادله‌های ماتریسی عملگرهای خلق و فنا بدست آمده از مدل نوسانگر هارمونیک کوانتومی چنین می‌باشند:
{\displaystyle a^{\dagger }=\left({\begin{array}{cccccc}0&0&0&\dots &\dots \\{\sqrt {1}}&0&0&\dots &\dots \\0&{\sqrt {2}}&0&\dots &\dots \\0&0&{\sqrt {3}}&\dots &\dots \\\vdots &\vdots &\vdots \\0&0&0&{\sqrt {n}}&0\dots \\\vdots &\vdots &\vdots &\vdots &\vdots \end{array}}\right)}
{\displaystyle a={\begin{pmatrix}0&{\sqrt {1}}&0&0&\dots &0&\dots \\0&0&{\sqrt {2}}&0&\dots &0&\dots \\0&0&0&{\sqrt {3}}&\dots &0&\dots \\0&0&0&0&\ddots &\vdots &\dots \\\vdots &\vdots &\vdots &\vdots &\ddots &{\sqrt {n}}&\dots \\0&0&0&0&\dots &0&\ddots \\\vdots &\vdots &\vdots &\vdots &\vdots &\vdots &\ddots \end{pmatrix}}}
با جابجایی به طرف پایین عملگرهای پله‌ای بدست می‌آیند که می‌توان از طریق رابطه‌های  {\displaystyle a_{ij}^{\dagger }=\langle \psi _{i}|{\hat {a}}^{\dagger }|\psi _{j}\rangle }  و  {\displaystyle a_{ij}=\langle \psi _{i}|{\hat {a}}|\psi _{j}\rangle }. آن‌ها را بدست آورد. تابع‌های موج تابع‌های نوسانگر هارمونیک کوانتومی بوده و برخی اوقات مبنای ددی نامیده می‌شوند.

## جزئیات ریاضی
عملگرهای استنتاج شده در بالا در واقع یک نمونه ویژه از یک طبقه کلی‌تر از عملگرهای خلق و فنا هستند. /ساده‌ترین شکل عملگرها واجد شرایط زیر هستند.
فرض کنید H فضای ذره‌ای هیلبرت است برای بدست آوردن هندسه بوزونی CCR به هندسه به وجود آمده با (a(f به ازای هر f در H مراجعه کنید. عملگر (a(f عملگر فنا است و نقشه (۰)a غیر خطی است. مجاور آن (a†(f است که در H خطی است.
برای یک بوزون؛{\displaystyle [a(f),a(g)]=[a^{\dagger }(f),a^{\dagger }(g)]=0}
{\displaystyle [a(f),a^{\dagger }(g)]=\langle f|g\rangle }
که در آن از علامت برا – کت استفاده می‌کنیم.
برای یک فرمیون ضد جابجایی چنین است:
{\displaystyle \{a(f),a(g)\}=\{a^{\dagger }(f),a^{\dagger }(g)\}=0}
{\displaystyle \{a(f),a^{\dagger }(g)\}=\langle f|g\rangle }
یک هندسه CAR.
به زبان فیزیکی (a(f یک ذره را در حالت «کت» از بین می‌برد(i.e. annihilates). در حالی که (a†(f یک ذره را در حالت «کت» ایجاد می‌کند.
حالت خلأ میدان آزاد وضعیتی بدون ذره است. به عبارتی دیگر:
{\displaystyle a(f)|0\rangle =0}
که در آن «کت صفر» وضعیت خلأ است.
اگر "کت" نرمالیزه شود به‌طوری‌که " براکت =۱ " و سپس (a†(f) a(f تعداد ذرات در حالت " کت " را می‌دهد.

## عملگرهای خلق و فنا برای معادلات واکنش انتشار
وضیح علگرهای خلق و فنا همچنین برای تجزیه و تحلیل معادلات /معمول کنش و واکنش سفید بوده‌است. برای مثال قسمتی که در آن گازی با مولکول‌های A پخش شده و در برخورد واکنش نشان می‌دهد و یک محصول A + A → ∅. را به وجود می‌آورد. برای اینکه ببینیم این نوع واکنش را چگونه می‌توان با فرمول عملگرهای خلق و فنا توضیح داد ذرات  {\displaystyle n_{i}}  را در محل {\displaystyle i} در شبکه یک بعدی در نظر بگیرید. هر ذره به‌طور مستقل پخش می‌شود، به‌طوری‌که این احتمال که یکی از آن‌ها محل را در زمان‌های کوتاه  {\displaystyle dt} ترک کند به نسبت  {\displaystyle n_{i}dt}  است، برای مثال  {\displaystyle \alpha n_{i}dt} برای رفتن به چپ و {\displaystyle \alpha n_{i}dt}  برای رفتن به راست. تمام ذرات {\displaystyle n}  با احتمال  {\displaystyle 1-2\alpha n_{i}dt}  ثابت خواهند ماند.
حال می‌توانیم کار ذرات را در شبکه به عنوان `ket' با فرم "کت n2 ,n1,... " توضیح دهیم. یک تغییر کوچک عملگرهای خلق و فنا لازم است، به‌طوری‌که:
{\displaystyle a|n\rangle ={\sqrt {n}}\ |n-1\rangle }
و
{\displaystyle a^{\dagger }|n\rangle ={\sqrt {n+1}}\ |n+1\rangle }
این تغییر رابطه جابجایی را حفظ می‌کند.
{\displaystyle [a,a^{\dagger }]=1},
اما به ما این امکان را می‌دهد که رفتار خالص پخش ذرات را بدین شکل بنویسیم:
{\displaystyle \partial _{t}|\psi \rangle =-\alpha \sum (2a_{i}^{\dagger }a_{i}-a_{i-1}^{\dagger }a_{i}-a_{i+1}^{\dagger }a_{i})|\psi \rangle =-\alpha \sum (a_{i}^{\dagger }-a_{i-1}^{\dagger })(a_{i}-a_{i-1})|\psi \rangle }
دوره واکنش با توجه به اینکه ذرات  {\displaystyle n}می‌توانند به صورت مختلف  {\displaystyle n(n-1)}  واکنش نشان دهند، کاهش می‌یابد. به‌طوری‌که احتمال فنا شدن یک جفت  {\displaystyle \lambda n(n-1)dt}  بوده و احتمال اینکه هیچ جفتی از بین نرود  {\displaystyle 1-\lambda n(n-1)dt}  است؛ که می‌دهد:
{\displaystyle \lambda \sum (a_{i}a_{i}-a_{i}^{\dagger }a_{i}^{\dagger }a_{i}a_{i})}
بدست می‌آید:
{\displaystyle \partial _{t}|\psi \rangle =-\alpha \sum (a_{i}^{\dagger }-a_{i-1}^{\dagger })(a_{i}-a_{i-1})|\psi \rangle +\lambda \sum (a_{i}^{2}-a_{i}^{+2}a_{i}^{2})|\psi \rangle }
سایر واکنش‌ها را می‌توان به روشی مشابه در اینجا گنجاند.
این نوع عبارت به ما اجازه می‌دهد که از روش‌های نظری میدان کوانتومی را در تجزیه و تحلیل سیستم‌های واکنش – پخش استفاده کنیم.

## عملگرهای خلق و فنا در تئوریهای میدان کوانتومی
در تئوری‌های میدان کوانتومی و مسایل /چندگانه فرد بامجموع عبارات  {\displaystyle \gamma _{i}a_{i}^{\pm }\,,} که در آن {\displaystyle \gamma _{i}} اعداد مرکب هستند کار می‌کند. در حالی که {\displaystyle a_{i}^{\pm }}  عملگرهای خلق و فنا هستند که ویژه مقدارهای عملگرهای عددی را افزوده یا کاهش می‌دهند؛ برای یک   {\displaystyle \sum a_{i}^{+}a_{i}^{-}\,,}  در شباهت با نوسانگر هارمونیک. شاخص‌های  {\displaystyle i}  رفتار زمان فضایی را منعکس کرده و دارای رده بالاتری هستند، e.g. چهار برابر ذرات بدون اسپین. عملگرهای عددی{\displaystyle a_{i}^{+}a_{i}^{-}}تمام مقدارهای صحیح غیرمنفی را می‌گیرند، {\displaystyle n_{i}\in \{0,\,\,1,\,\,2,\,\,\dots \}\,,}  و رابطه‌های جابجایی غیر جزئی چنین هستند:  {\displaystyle [a_{i}^{-},a_{j}^{+}]:=a_{i}^{-}a_{j}^{+}-a_{j}^{+}a_{i}^{-}=\delta _{ij}\,,}  که در آن [. ,.] جابجایی است در حالی که {\displaystyle \delta _{ij}} دلتای کرونکر است.
این مسئله برای بوزون‌ها صحت دارد، در حالی که برای فرمیون‌ها جابجاگر بایستی با غیرجابجاگر جایگزین شوند، {\displaystyle \{a_{i}^{-},a_{j}^{+}\}:=a_{i}^{-}a_{j}^{+}+a_{j}^{+}a_{i}^{\,}.}  در نتیجه در مورد فرمیونها، عملگر عددی {\displaystyle a_{i}^{+}a_{i}^{-}}  تنها دارای ویژه مقدارهای ۰ و ۱ است.